# Cleocnemis heteropoda
Cleocnemis heteropoda là một loài nhện trong họ Philodromidae.
Loài này thuộc chi Cleocnemis. Cleocnemis heteropoda được Eugène Simon miêu tả năm 1886.